# 中井町
中井町（日语：／ Nakai machi */?）是神奈川縣西南部的一町。
酪農業興盛，占町內農業生產的四成以上。另外還有蔬菜種植及蜜柑栽培。

## 交通
曾經有湘南軌道和輕便鐵道通過町內，但現已停運。目前町內沒有鐵路。